# Limenitis eutenia
Limenitis eutenia är en fjärilsart som beskrevs av Hans Fruhstorfer 1913. Limenitis eutenia ingår i släktet Limenitis och familjen praktfjärilar. Inga underarter finns listade i Catalogue of Life.